# 弗氏貝基脂鯉
弗氏貝基脂鯉，為輻鰭魚綱脂鯉目脂鯉亞目脂鯉科的其中一個種。分布於南美洲亞馬遜河流域，體長可達4.1公分，棲息在底中層水域，生活習性不明，可作為觀賞魚。